# Slag bij Eylau
De Slag bij Eylau van 7 tot 8 februari 1807 bij de stad Pruisisch Eylau in Oost-Pruisen was in de napoleontische oorlogen de bloedigste veldslag van de Vierde Coalitieoorlog, geleverd tussen de Grande Armée van Napoleon Bonaparte en het Russisch Keizerrijk onder bevel van graaf Levin August von Bennigsen. Na aanvankelijke bloedige gevechten van de infanterie en de artillerie won Napoleon de slag met de grootste charges van cavalerie ooit.

## Voorafgaande
De Grande Armée van Napoleon had het Keizerrijk Oostenrijk verslagen in de Campagne van Ulm en had de verenigde Oostenrijkse en Russische legers verslagen in de Slag bij Austerlitz van 2 december 1805. De Oostenrijkers smeekten om vrede en de Russen trokken zich terug. Op 14 oktober 1806 versloeg Napoleon de Pruisen in de Slag bij Jena. Napoleon achtervolgde de Pruisen en won de Slag bij Prenzlau en de Slag bij Lübeck. Daarop veroverde Napoleon met Erfurt, Pasewalk, Stettin, Maagdenburg en Hamelen alle grote Duitse steden.
De 68-jarige Russische veldmaarschalk Michael Kamenski trok zich terug en de Fransen staken de Wisła ongehinderd over.
De Fransen staken de Wkra over op 23 december bij de Slag bij Tsjarnovo.
Op 26 december vochten de legers de Slag bij Pułtusk en de Slag bij Gołymin. Daarna sloegen de Fransen hun winterkwartier op.
Eind januari zetten de Russen onder hun nieuwe opperbevelhebber graaf Levin August von Bennigsen vanuit Nowogród een offensief in Oost-Pruisen, waarbij ze naar het westen doorstootten.

## Benningsen vermijdt de valstrik van Napoleon

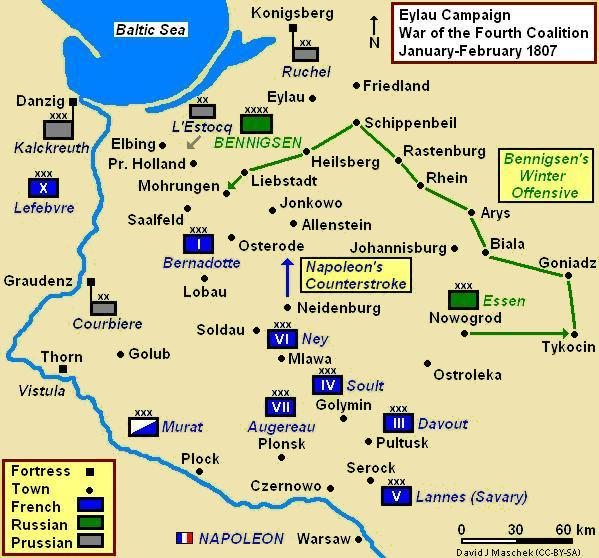
Kaart op 25 januari

Benningsen trof soldaten van het 6e korps van Michel Ney, die tegen de bevelen van Napoleon in verder naar het noorden getrokken was. De Russen verjoegen de soldaten van Ney en dreven dan het 1e korps van maarschalk Jean-Baptiste Bernadotte in de Slag bij Mohrungen naar het zuidwesten. Napoleon beval Bernadotte terug te trekken en stuurde zijn Grande Armée naar het noorden om Benningsen de terugtocht af te snijden. Kozakken onderschepten de boodschapper van Napoleon en gaven het bericht aan generaal Pjotr Bagration. Bennigsen beval een terugtocht naar Jonkowo om de valstrik te mijden.

## Manoeuvres

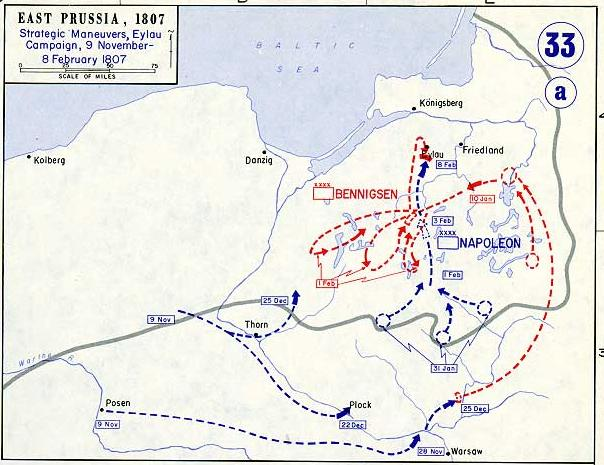
Kaart van de slag

Op 3 februari kwamen soldaten van het 6e korps onder Nicolas Jean-de-Dieu Soult links achter Benningsen.
Dezelfde dag vocht divisiegeneraal Jean François Leval tegen de 14e divisie van luitenant-generaal Nikolai Kamenski bij Bergfried nu Berkweda aan de Łyna. De Fransen verloren 306 man en de Russen 1100. Soult nam Olsztyn in en volgde dan de oostelijke oever van de Łyna stroomafwaarts naar het noorden. Napoleon kwam uit het zuiden met het 7e korps van maarschalk Pierre François Charles Augereau en de troepen van Ney. Kamenski verdedigde de westelijke oever met vier Russische bataljons en drie batterijen Pruisische artillerie. De Fransen namen bij hun eerste aanval Bergfried in. De Russen heroverden de brug, maar moesten ze weer opgeven. Soult telde 800 dode Russen. Bennigsen marcheerde in de nacht van 4 februari naar het noorden tot Wilczkowo. De volgende dag marcheerde hij naar het noordoosten tot Burgerswalde langs de weg naar Górowo Iławeckie.
Begin februari achtervolgden de Fransen in het winters weer de terugtrekkende Russen. Bennigsen concentreerde zijn troepen in Pruisisch Eylau om daar de Fransen tegen te houden zodat ze zijn voorraden in Kaliningrad niet in handen zouden krijgen. Generaals Fabian Gottlieb von der Osten-Sacken en Pjotr Kirillovitsj Essen stonden op de centrale hoogte. Generaal Toetsjkov nam stelling op de rechterflank, ten noorden van Pruisisch Eylau. Generaal Alexander Ivanovitsj Ostermann-Tolstoj bezette de linkerflank, ten zuidoosten van Pruisisch Eylau. Generaal Dmitri Sergejevitsj Dochtoerov voerde het bevel over de reserve.

## 7 februari

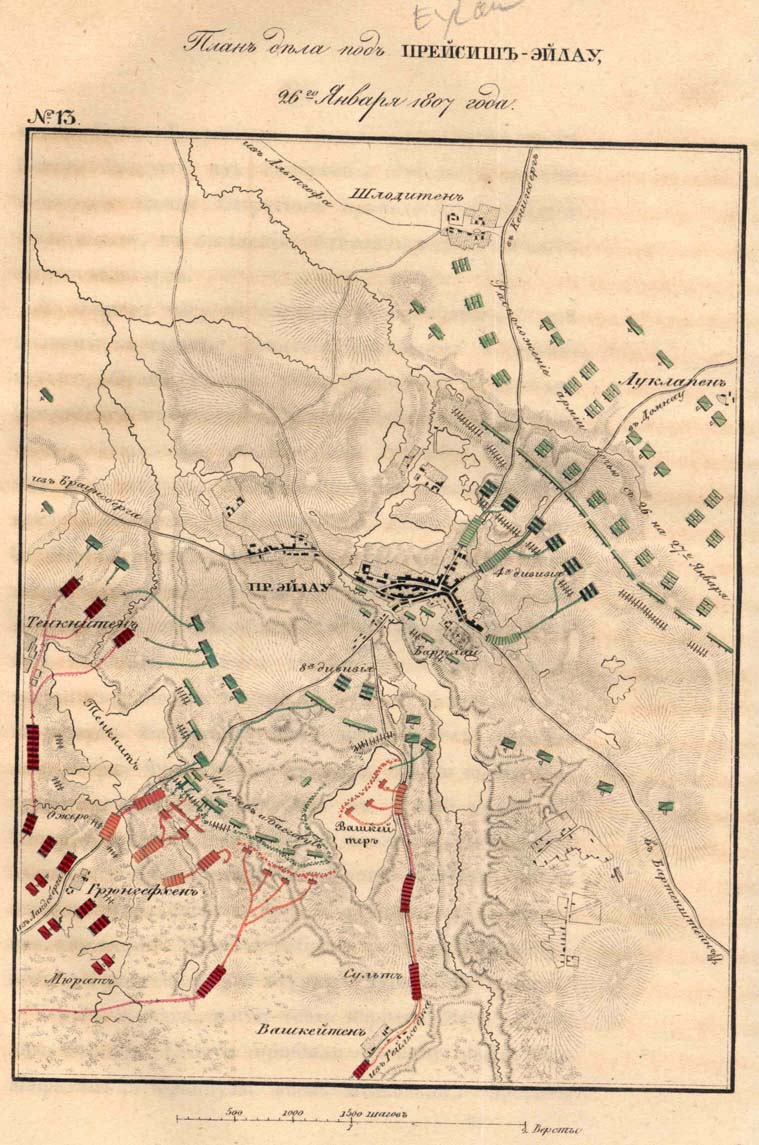
Begin van de slag: Fransen in rood, Russen in groen, Pruisen in blauw

Het 6e korps van maarschalk Nicolas Jean de Dieu Soult en het 4e korps van maarschalk Joachim Murat kwamen met hun cavalerie op 7 februari rond 14h00 op de hoogvlakte voor Pruisisch Eylau aan.
De Russische achterhoede onder Pjotr Bagration bezette stellingen op de hoogvlakte op een km van Pruisisch Eylau. De Fransen vielen aan, maar werden teruggedreven. Ondertussen stelde Bennigsen zijn zware artillerie op. In de namiddag kwam het korps van maarschalk Pierre François Charles Augereau aan en ook de Keizerlijke Garde, samen 45.000 man. Bagration trok zich dan terug onder dekking van Michael Andreas Barclay de Tolly.
De Fransen vielen Barclay aan.
Er werd tot 's nachts gevochten met 4000 doden aan beide zijden. Barclay werd afgevoerd met een kogel in zijn arm. Brigadegeneraal Pierre-Charles Lochet werd doodgeschoten. Om 22h00 beval Bennigsen de terugtocht en de Fransen overnachtten in Pruisisch Eylau. Het sneeuwde en vroor -30 °C.

## Versterkingen
Bennigsen had nu 67.000 man en 400 kanonnen en Napoleon 49.000 man en 300 kanonnen. Anton Wilhelm von L'Estocq was onderweg met 9000 Pruisen om de Russen te versterken. Maarschalk Louis Nicolas Davout was onderweg met het 3e korps van 15.000 Fransen en het 6e korps van maarschalk Michel Ney volgde met 14.000 man de Pruisen. De Fransen konden zo over 74.000 man beschikken. Het 1e korps van Bernadotte was te ver weg om in te grijpen.

## Infanterie en artillerie

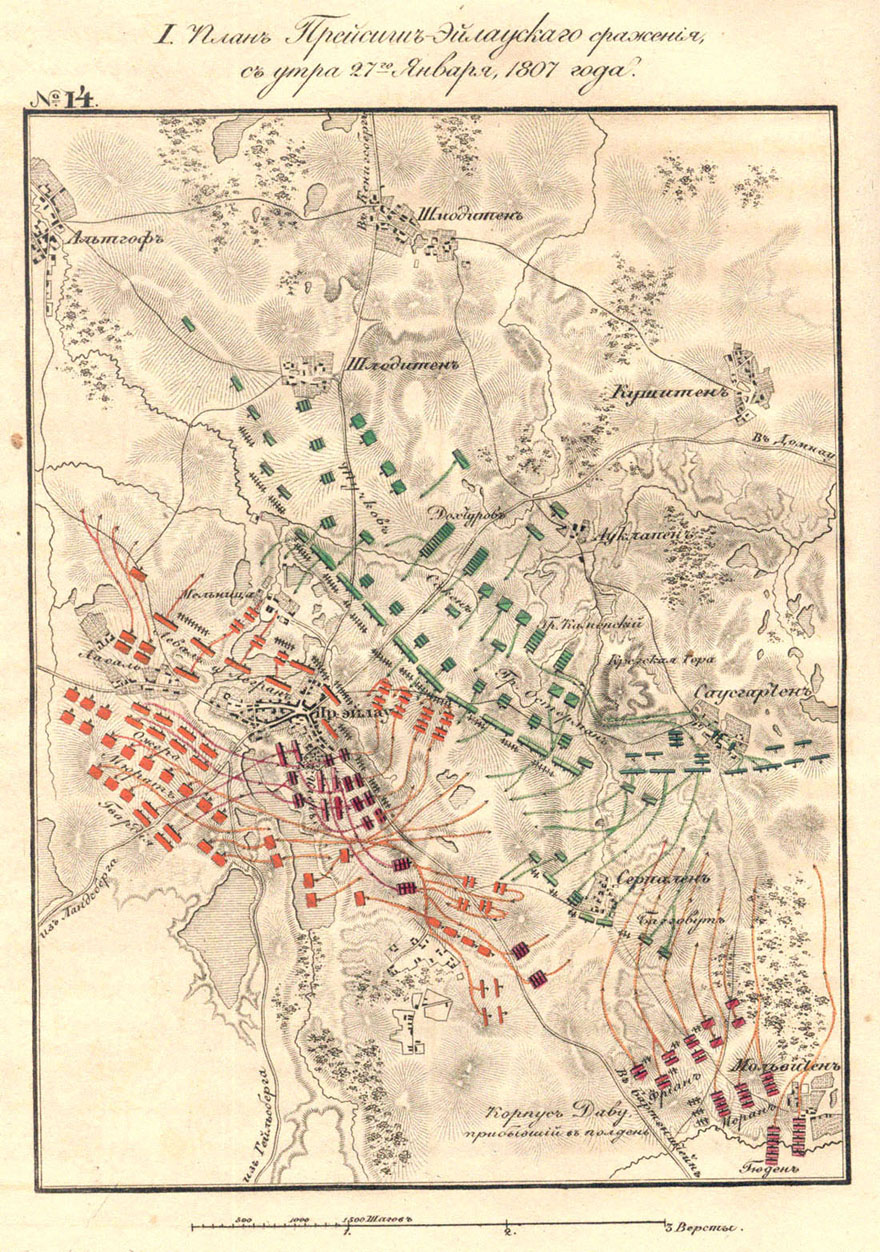
Begin van de 2e dag: Fransen in rood, Russen in groen, Pruisen in blauw

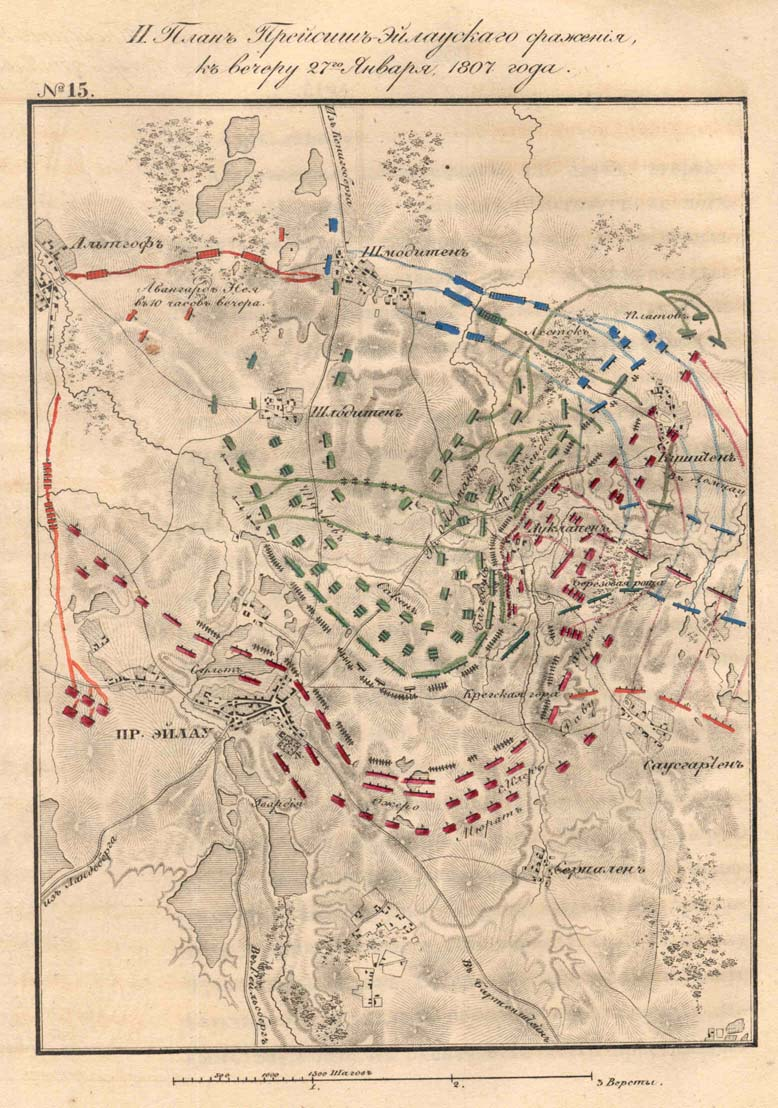
De slag na de aanval van Davout, Fransen in rood, Russen in groen, Pruisen in blauw

In de ochtend van 8 februari belemmerde een sneeuwstorm het zicht. De Fransen vielen om 7h00 de rechterflank aan en Bennigsen opende artillerievuur. De Franse artillerie beantwoordde het vuur en was in het voordeel omdat ze meer verspreid opgesteld stond en zo meer kon treffen en zelf minder getroffen werd.
De Fransen veroverden enkele windmolens bij de Russische rechterflank maar de Russen dreven hen terug. De Russen vielen de Franse linkerflank aan bij windmolen Knoll. Ondertussen kwam het 3e korps van Davout aan bij de Russische linkerflank.
Napoleon beval een aanval in het midden en links met het 7e korps van Augereau en de divisie van Louis Charles Vincent Le Blond de Saint-Hilaire van het 6e korps van Soult rechts.
Augereau was ziek en moest op zijn paard gehesen worden. In de sneeuwstorm volgde het korps van Augereau de helling en zo kwamen ze ver links van Saint-Hilaire, zowel in het eigen kanonvuur als in het bereik van de 70 kanonnen van de centrale Russische batterij. De divisie van Saint-Hilaire stond er zo alleen voor en kon weinig uitrichten.
Augereau telde 929 doden en 4271 gewonden. Het 14e linieregiment weigerde zich over te geven en vocht tot de laatste man. Bennigsen stuurde zijn cavalerie op Saint-Hilaire af en beval zijn infanterie om het Franse centrum aan te vallen. Augereau trok zich met 3000 overlevenden terug in Pruisisch Eylau, waar 5000 Russische infanteristen ze achtervolgden.
Generaal Jacques Desjardin sneuvelde en maarschalk Augereau en generaal Heudelet raakten zwaargewond.

## DeGarde
Napoleon volgde de strijd vanop een kerktoren en zijn Garde kon nipt voorkomen dat hij werd gevangengenomen. Een bajonetaanval van de oude garde grenadiers onder Jean Marie Pierre Dorsenne met steun van de jagers te paard van Bruyère en Nicolas Dahlmann verjoeg de Russische aanvallers na man-tegen-mangevechten.

## Cavalerie

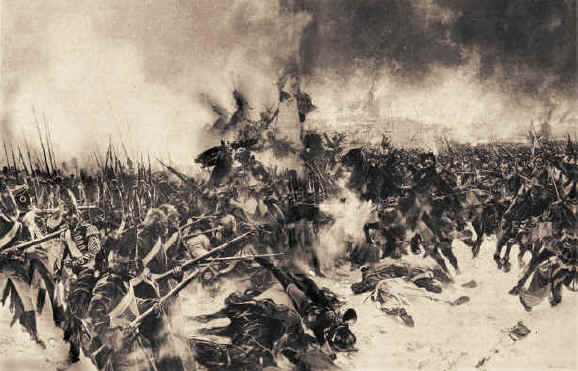
De cavaleriecharge van Murat

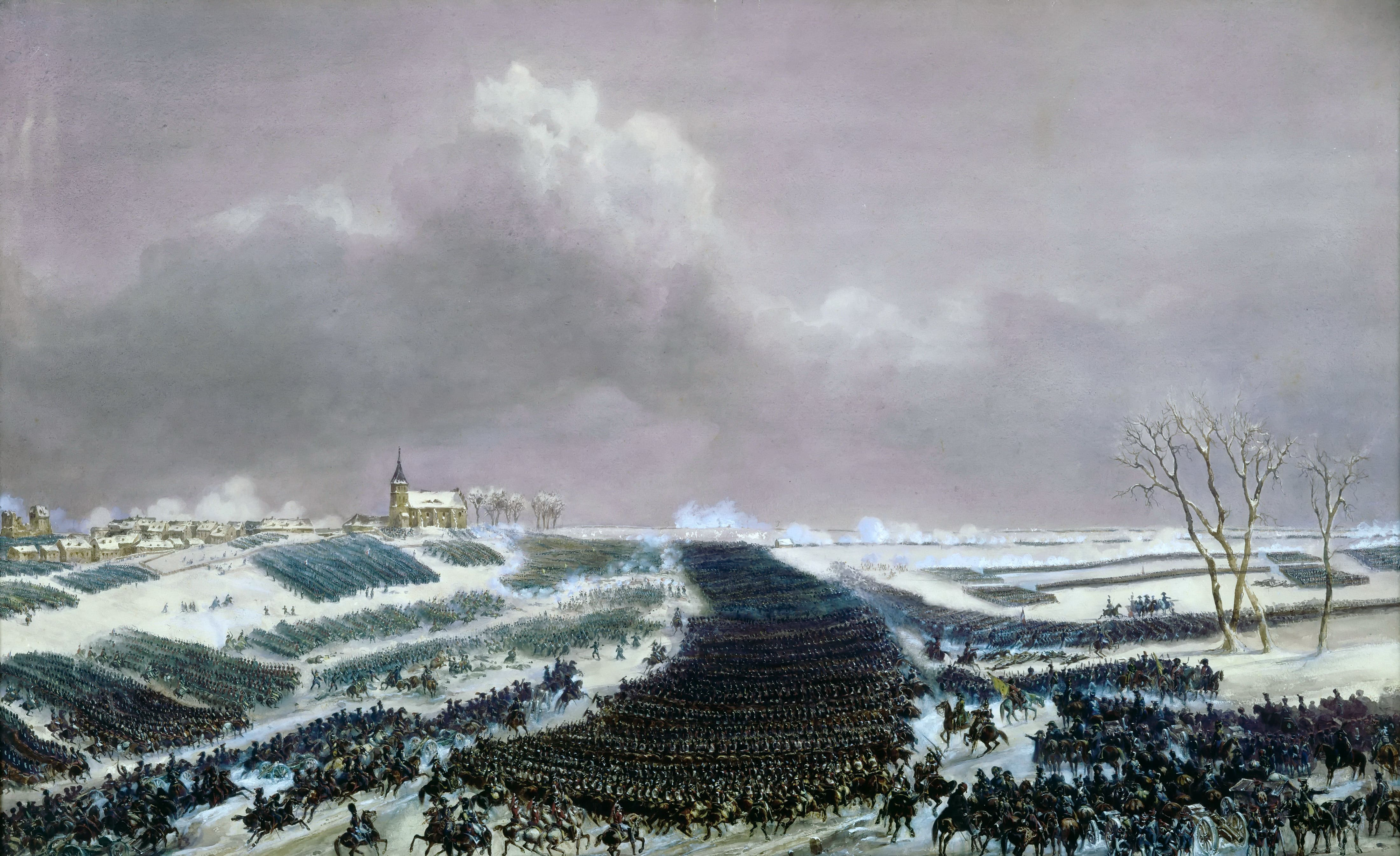
De cavaleriecharge door Jean-Antoine-Siméon Fort

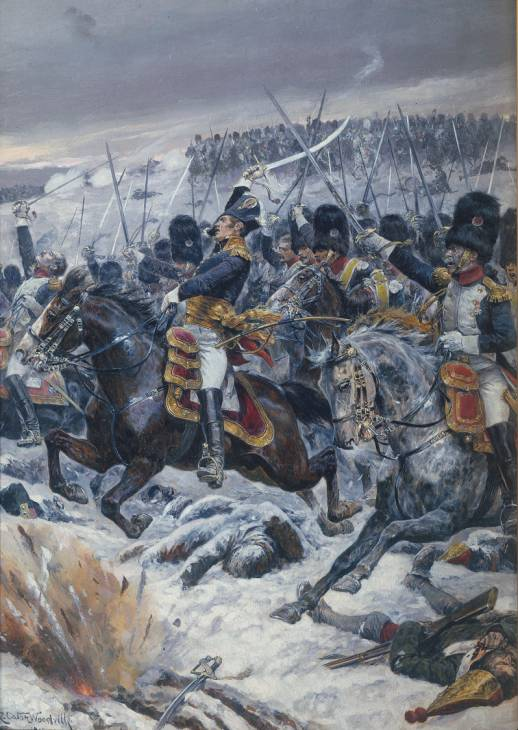
Charge van de grenadiers te paard van de Keizerlijke Garde

Napoleon beval een charge van de 11.000 ruiters van Joachim Murat.
De cavalerie stormde over de Russische infanterie rond Pruisisch Eylau en splitste dan in twee. De dragonders van Emmanuel de Grouchy versloegen rechts de Russische cavalerie die Saint-Hilaire aanviel. Ze keerden dan naar links tegen de Russische cavalerie in het centrum, samen met de kurassiers van Jean-Joseph Ange d'Hautpoul. Murat trok zich terug met zijn dragonders, maar d'Hautpoul reed 2,5 km door tot aan de Russische kanonnen en over de Russische infanterie voor de Russische reserve de kurassiers tot staan kon brengen. Een kanonskogel versplinterde het been van d'Hautpoul, hij weigerde amputatie en stierf op 14 februari.
Toen leidden de Garde en de dragonders van Grouchy een nieuwe charge in. De cavalerie wendde en chargeerde opnieuw.
Murat verloor duizend man, maar nam de druk op Augereau weg. Saint-Hilaire en Soult hielden de Russen bezig tot Davout met 15.000 man de Russische linkerflank kon oprollen.

## L'Estocq
Napoleon hield de Garde achter de hand voor als de 9000 Pruisen onder L'Estocq en diens stafchef Gerhard von Scharnhorst zouden aankomen. Soult, Augereau en Murat hielden hun stellingen terwijl Davout samen met Saint-Hilaire de Russische linkerflank terugdreef. Om 15h30 was de Russische flank in volle terugtocht.
Bennigsen reed zelf naar L'Estocq om hem tot haast aan te manen. L'Estocq kwam langs de Russische rechterflank op het slagveld en marcheerde achter de linies naar de bedreigde linkerflank. Om 16h00 zette L'Estocq een tegenaanval in. De Russen putten daar moed uit. De volgende drie uren kwam Davout tot stilstand en werd hij van Kutschitten naar Anklappen gedreven in de richting van Saint Hillaire. Davout stelde een batterij kanonnen op de hoogte van Klein Sausgarten en dreef daarmee de Pruisen terug.

## Ney

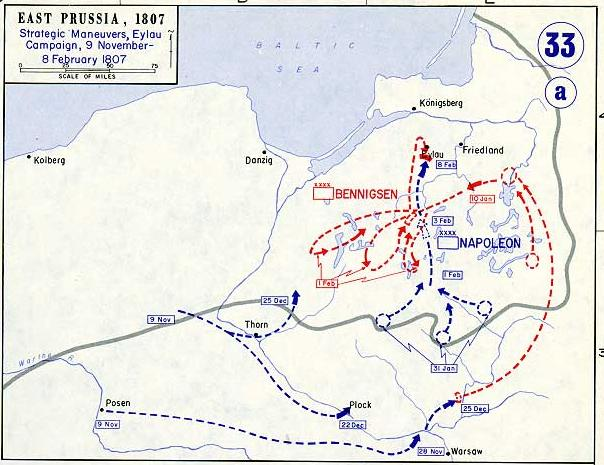
De aftocht van Bennigsens (rood en de achtervolging door Napoleon (blauw) tot 8 februari

Om 8h00 had Napoleon een ijlbode naar Ney gestuurd door de sneeuw en die was om 10h30 aangekomen. Door de sneeuw kwam Ney pas rond 19h00 aan en hij viel meteen de Russische rechtervleugel aan.
Gevechten duurden tot Benningsen om 23h00 de terugtocht beval.

## Resultaat
Na 14 uur vechten lagen er duizenden doden aan beide kanten.
De volgende morgen reed maarschalk Ney over het slagveld en hij zei
"Wat een slachting! En zonder resultaat."
Napoleon zelf bleef acht dagen op het slagveld, zag toe op de verzorging van gewonden en de begrafenis van de gesneuvelden en zei:
 "Deze slachtpartij doet alle vorsten op aarde de zin vergaan om oorlog te voeren."
maar ook
"Een nacht in Parijs zal ons alles doen vergeten."
Napoleon hield krijgsberaad en tegen het advies van Ney en Murat volgde hij de raad van Soult en trok zich terug naar Pasłęka
Pruisisch Eylau was niet de beslissende overwinning waarop Napoleon hoopte. Rusland en Pruisen kwamen op 26 april 1807 in het Verdrag van Bartenstein overeen om samen verder te vechten tegen Napoleon. Pas de Slag bij Friedland dwong tsaar Alexander I van Rusland tot het Verdrag van Tilsit.

## Verwijzingen

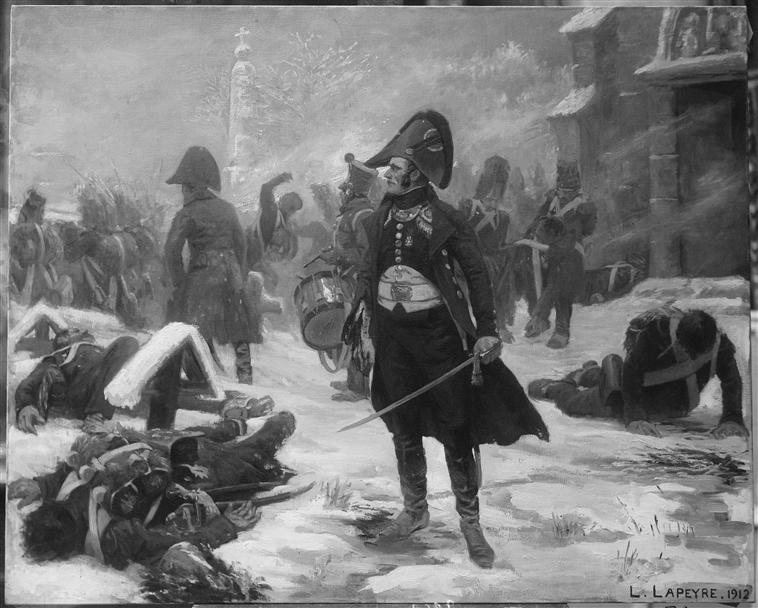
Kapitein Hugo

- Naar verluidt werden 24 door de Fransen bij Eylau buitgemaakte kanonnen omgesmolten om in 1810 het bronzen standbeeld voor de in 1800 gesneuvelde Franse generaal Desaix, een van Napoleons getrouwen, op te richten op de Place des Victoires in Parijs.
- Pruisisch Eylau heet nu Bagrationovsk naar generaal Pjotr Bagration.
- Honoré de Balzac schreef in Le Colonel Chabert over de slag.[9]
- Victor Hugo droeg het gedicht Le Cimetière d’Eylau op aan zijn oom Louis-Joseph Hugo, kapitein van het 55e régiment d'infanterie.
- De roman The Schirmer Inheritance uit 1953 door Eric Ambler beschrijft de slag uit het oogpunt van een Pruisische cavaleriesergeant die een sabelwond oploopt, deserteert en onderduikt bij Poolse boeren.
- Er bestaat een bordspel van de slag.[10]